# Kurt Möbius (Feuerwehrfunktionär)
Kurt Möbius (* 21. Mai 1908 in Mulda; † 17. Dezember 1993) war ein deutscher Chemiker, der als Brandschutz- und Feuerwehr-Fachmann arbeitete. Er war in der privaten Wirtschaft und im öffentlichen Dienst tätig, zuletzt als hessischer Landesbranddirektor.

## Leben
Möbius besuchte die Schule in Mulda und Pirna, wo er 1927 das Abitur ablegte. Nach dem Militärdienst in der Reichswehr studierte er ab Sommersemester 1928 Maschinenbau an der Technischen Hochschule Dresden, wo er Mitglied des Corps Albingia wurde. Zum Wintersemester 1930/1931 wechselte er an die Universität Marburg und studierte dort Chemie, Physik und Biologie. In Marburg wurde er Mitglied des Corps Irminsul. Nebenbei betrieb er Boxsport und war deutscher Hochschulmeister im Boxen. Möbius beendete sein Studium 1934 mit der ersten Staatsprüfung in Physik und Biologie an der Technischen Hochschule Dresden. 1935 folgte die Diplom-Hauptprüfung im Fach Chemie. Er war kurzzeitig Assistent am chemischen Institut der Technischen Hochschule und bei den Leuna-Werken in Merseburg beschäftigt und trat 1936 in die Feuerschutzpolizei in Berlin ein. Damit war er der erste Chemiker in Deutschland bei der Feuerwehr. 1938 bestand er die große Staatsprüfung.
1939 wurde Möbius zum Kriegsdienst in der Wehrmacht eingezogen. Er war Reserveoffizier, zuletzt Major und Regimentskommandeur von Feuerschutzpioniereinheiten. Nach dem Krieg erhielt er vorübergehend eine Stellung als Betriebsleiter bei den Torfwerken im Ekelmoor. 1948 wurde er Abteilungsleiter bei der Feuerlöschgerätefabrik Total in Ladenburg. 1953 kehrte er als Branddirektor und Chef der Berufsfeuerwehr in Wiesbaden in den öffentlichen Dienst zurück. 
1956 wurde er Landesbranddirektor im hessischen Innenministerium. Möbius hatte wesentlichen Anteil am Wiederaufbau einer einsatzfähigen Berufsfeuerwehrorganisation in Hessen. 1967 trat er in den Ruhestand und widmete sich der Herausgabe des Handbuches des vorbeugenden Brandschutzes, das sich zum Standardwerk seines Fachs entwickelte.